# Radisson (Saskatchewan)
Radisson è un comune del Canada, situato nella provincia del Saskatchewan, nella divisione No. 16.